# Црква Светог Николе у Добрељима
Храм Светог Николе (Силаска Светог духа) се налази у селу Добреља које припада општини Гацко, у Републици Српској. О овој цркви се врло мало зна. Подаци су веома оскудни. Не постоји податак о години изградње храма. Постоји неколико података о обнови цркве која је извршена у периоду од 1884. до 1889. године. Храм је освештан 2001. године.

## Степен заштите
Храм Светог Николе у Добрељи се налази на привременој листи националних споменика Босне и Херцеговине од 14. јуна 2000. године, када је Комисија за очување националних споменика усвојила листу на којој се налазило и име овог споменика културе.